# Сисеев, Фёдор Васильевич
Князь Фёдор Васильевич Сисеев (? - 3 декабря 1568) — русский военный и государственный деятель, рында, голова и воевода в царствование Ивана IV Грозного.
Князь Фёдор Васильевич происходил из Ярославских князей. Единственный сын князя Василия Константиновича Сисеева и его жены Ксении Васильевны Глинской.

## Биография
Осенью 1546 года пожалован в стольники. В январе-феврале 1547 года принимал участие в свадебных торжествах царя Ивана IV Васильевича и Анастасии Захарьиной в Москве, был на рассылке "у постели" и третьим при боярине Глинском "для рассылок".
В сентябре 1547 года на свадьбе родного брата царя Ивана Грозного — князя Юрия Васильевича и княгини Ульяны Дмитриевны Палецкой находился шестым "у постели новобрачных".
В 1550 году тысяцкий 3-й статьи, дворовый сын боярский, помещик Ярославского уезда. Владел землями в Закоторском стане Ярославского уезда. По указу "Об испомещении избранной тысячи служилых людей" получил в стане Радонеж Московского уезда - пустошь Осаново и прочие пустоши, 100 четвертей "доброй земли". В ноябре 1553 года на свадьбе царя Симеона Касаевича и Марии Андреевны Кутузовой-Клеопиной стоял у стола царя Симеона.
В сентябре 1554 года участник похода в "казанские места" против черемисов, был с городецкими князьями, мурзами и казаками.  В июле 1555 года в царском походе из Коломны в Тулу против крымцев  "рында у государевой рогатины", а после голова у городецких татар в казанских войсках.
В 1556/58 годах упоминается послухом в грамотах Чудову монастырю: княгини Елены, жены князя Ивана Тимофеевича Тростенского и Марии, вдовы М.И. Семёнова.
В 1557-1558 годах первый воевода в Мценске, по роспуску больших воевод — воевода в Рязани, а как крымцы поворотили от Мечи, то ходил за ними первым воеводою Сторожевого полка.
В 1559-1560 годах 2-й воевода в Дедилове, затем велено ему идти 2-м воеводой Большого полка в Ливны и стоять "в поле", по отпуску боярина и князя Воротынского с Сосны перешёл 2-м воеводой Передового полка в Тулу, по "рыльским вестям  о приходе крымцев" 3-й воевода в Туле и с ним три головы, а по роспуску больших воевод по "крымским вестям" сперва третий, потом четвёртый воеводой в Туле "от поля". В 1561 году направлен на помощь царскому тестю - кабардинскому князю Темрюку. В 1562 году воевода в Астрахани. В 1564-сентябрь 1565 года, вновь 1-й воевода в Мценске, в мае по "литовским и крымским вестям" указано ему сходиться на берегу Оки с другими воеводами и быть воеводой войск левой руки с бояриным  и князем Серебряным, а по тайной росписи велено ему, когда боярин князь Мстиславский по "вестям" пойдёт с берега навстречу Государю, быть воеводой Сторожевого полка "на берегу" с князем Шуйским.
В 1565-1568 годах входил в Земский собор. В 1565 году голова в Сторожевом полку на берегу Оки, в сентябре 3-й воевода в Туле. В этом же году сидел пятым за большим государевым столом при приёме польских послов. В апреле 1566 года поручитель по князю М.И. Воротынскому, в июне потчевал за столом литовских послов Ю.А. Хоткевича и Ю.В. Тишкевича.
Дворянин 1-й статьи на Земском соборе (25 июня - 02 июля 1566). В 1567 году воевода в Рязани.
В 1568 году князь Фёдор Васильевич погиб при нашествии крымского хана Девлет-Гирея в окрестностях строящегося города Данков.

## Семья и родство
Женат Фёдор Васильевич на тётке князя Ивана Михайловича Глинского, дочери князя Василия Львовича Глинского Слепого - Ксении Васильевне Глинской (в иночестве Александра †1586). Упомянут их младший сын Иван Фёдорович Сисеев (г/р. 26.09.1557).
Её сёстры: княгиня Елена Васильевна - вторая жена великого князя Василия III (с 1526), мать Ивана Грозного (1530) и княгиня Мария Васильевна, жена боярина, князя Ивана Даниловича Пенкова Хомяка. Таким образом, князь Фёдор Васильевич Сисеев приходился дядей царю Ивану Грозному.
Иван Михайлович Глинский был женат на Екатерине, старшей дочери Малюты Скуратова-Бельского († 1573), любимца царя Ивана Грозного, от брака с которой имел дочь Анну, его свояками были царь Борис Фёдорович Годунов и боярин Дмитрий Иванович Шуйский, считавшийся наследником престола. Таким образом Фёдор Васильевич приходился им роднёй.
Иван Михайлович Глинский, после смерти жены (1584/85), составил завещание в котором упомянул родственников: родную сестру великой княгини Елены Ивановны, вдову князя Фёдора Васильевича Сисеева и старицу Ефросинью, вдову убитого (1547) князя Юрия Васильевича Глинского.

## Критика
В синодике опальных людей Ивана Грозного, князь Фёдор Сисеев, указан в числе казнённых в марте-сентябре 1568 года по делу о заговоре в Земщине.